# Бальдони, Джастин
Джастин Луис Бальдони (англ. Justin Luis Baldoni, 24 января 1984, Лос-Анджелес, Калифорния, США) — американский актёр и режиссёр итальянского происхождения. Получил известность благодаря сериалу «Девственница Джейн», в котором играет Рафаэля Солано. Обладатель номинации на премию канала MTV в категории «Лучший поцелуй».

## Ранняя жизнь
Джастин Луис Бальдони родился 24 января 1984 года в Лос-Анджелесе, штат Калифорния, но вырос в Медфорде, штат Орегон. Его мать, Шерон Бальдони (англ. Sharon Baldoni), имеет еврейские корни, а отец, Сэм Бальдони (англ. Sam Baldoni) — итальянское происхождение. Джастин, как и его родители, исповедует веру бахаи. В подростковом возрасте Джастин увлекался футболом, легкой атлетикой и был ди-джеем на местной радиостанции. К сожалению, из-за травмы Бальдони был вынужден распрощаться со спортом. Джастин решил начать актерскую карьеру и переехал в Лос-Анджелес.

## Карьера
В начале карьеры он сыграл небольшие роли в нескольких фильмах и сериалах, а также самостоятельно снял музыкальное видео для международного кинофестиваля «Даун Брикерс» (англ. Dawn Breakers International Film Festival).
В 2012 году Бальдони создал самый популярный цифровой документальный сериал в истории под названием «My Last Days». Второй сезон транслировал телеканал CW, третий должен выйти в эфир зимой 2018 года. Вслед за таким успехом Бальдони основал студию цифровых медиа Wayfarer Entertainment.
Узнаваемость актёру принес сериал «Девственница Джейн» (2014 — наст. вр.), созданный по мотивам одноимённой венесуэльской теленовеллы. В центре сюжета находится религиозная латиноамериканская молодая женщина, которая становится жертвой случайного искусственного оплодотворения в ходе визита к гинекологу. Джастин играет Рафаэля Солано, отца ребёнка.
Бальдони активен в технологической сфере. В 2013 году он стал соучредителем приложения «Shout», нацеленного на позитивное изменение взаимодействия пользователей в интернете, а в мае 2017 года выпустил приложение для беременных женщин и молодых мам «Belly Bump».
В июле 2017 года издание Variety анонсировало, что компания Бальдони Wayfarer Entertainment разрабатывает мужское ток-шоу под названием «Man Enough». Шоу обещало исследовать, каково это — быть мужчиной сегодня. «Программа действительно появилась на свет, так как я хотел погрузиться в то, что на самом деле означает быть мужчиной… почему мы такие, какие мы есть?» — рассказал Бальдони в одном из интервью. В шоу участвовали такие именитые мужчины, как Мэтт Макгорри и Хавьер Муньос.
Джастин Бальдони — феминист, не скрывающий своих убеждений. В августе 2017 года стало известно, что он будет выступать на ежегодной конференции TEDWomen. Выступления в рамках TEDWomen как правило либо посвящены женщинам, либо затрагивают гендерные вопросы.
В марте 2019 года в США состоялась премьера фильма Джастина Бальдони «В метре друг от друга», в котором главные роли исполнили Коул Спроус и Хейли Лу Ричардсон.

## Личная жизнь
В 2013 году Бальдони женился на шведской актрисе Эмили Фокслер. 27 июня 2015 года у пары родилась дочь Майя Грейс Бальдони. 18 октября 2017 года у пары родился сын Максвелл Роланд-Сэмюэл Бальдони.

## Фильмография

### Кино
| Год  | Название на русском       | Название на английском   | Роль          | Примечания         |
| ---- | ------------------------- | ------------------------ | ------------- | ------------------ |
| 2005 | Вчерашние мечты           | Yesterday’s Dreams       | Пэт           |                    |
| 2005 | Дурматрица                | The Helix… Loaded        | Джейсон       |                    |
| 2008 | Мальчикам это нравится    | The House Bunny          | писатель      | в титрах не указан |
| 2009 | Забытые                   | The Forgotten Ones       | Питер         | видео              |
| 2009 |                           | Knuckle Draggers         | Гэвин         |                    |
| 2010 | Безответная любовь        | Unrequited               | Тодд Браун    |                    |
| 2011 | Минков                    | Minkow                   | молодой Барри |                    |
| 2011 | Королевское воссоединение | Royal Reunion            | Никки         | короткометражка    |
| 2011 | Вмешательство: Золушка    | Intervention: Cinderella | Аладдин       | короткометражка    |
| 2012 | Тень страха               | Shadow of Fear           | Бобби         |                    |
| 2012 | Не сегодня                | Not Today                | Элай Хилл     |                    |
| 2014 | Правильный шаг            | A Fine Step              |               |                    |
| 2024 | Всё закончится на нас     | It Ends with Us          | Райл Кинкейд  |                    |

### Телевидение
| Год        | Название на русском                 | Название на английском        | Роль              | Примечания                              |
| ---------- | ----------------------------------- | ----------------------------- | ----------------- | --------------------------------------- |
| 2004       | Молодые и дерзкие                   | The Young and the Restless    | Бен               | ТВ фильм                                |
| 2004       | Свадебная лихорадка                 | Wedding Daze                  | Джиллермо Валерио | ТВ фильм                                |
| 2005       | Военно-юридическая служба           | JAG                           | Аззам             | Эпизод: «Bridging the Gulf»             |
| 2005       | Нападение акул в весенние каникулы  | Spring Break Shark Attack     | Джей Ти           | ТВ фильм                                |
| 2005       | Зачарованные                        | Charmed                       | Салко             | Эпизод: «Something Wicca This Way Goes» |
| 2005-06    | Любовь вдовца                       | Everwood                      | Рид Бардем        | 15 эпизодов                             |
| 2007       | C.S.I.: Место преступления Майами   | CSI: Miami                    | Деймон Аргенто    | Эпизод: «Cyber-Levity»                  |
| 2008       | Всё тип-топ, или Жизнь Зака и Коди  | The Suite Life of Zack & Cody | Диего             | Эпизод: «Foiled Again»                  |
| 2009       | Герои                               | Heroes                        | Алекс Вулси       | Эпизоды: «Building 26» и «Exposed»      |
| 2010       | Дерзкие и красивые                  | Bold and the Beautiful        | Грэм Даррос       |                                         |
| 2010       | C.S.I.: Место преступления Нью-Йорк | CSI: NY                       | Хит Кёркленд      | Эпизод: «Out of the Sky»                |
| 2011-12    | Свободные леди                      | Single Ladies                 | Дерек             | 4 эпизода                               |
| 2012       | Свадьба под прикрытием              | Undercover Bridesmaid         | Джейк             | ТВ фильм                                |
| 2012       | Затмение                            | Blackout                      | Джош Мартин       |                                         |
| 2013       | Счастливый конец                    | Happy Endings                 | Маркус            |                                         |
| 2014-2019. | Девственница Джейн                  | Jane the Virgin               | Рафаэль Солано    | Постоянная роль                         |